# Reto Zanni
Reto Zanni (ur. 9 lutego 1980 roku) – piłkarz szwajcarski, grający na pozycji prawego obrońcy. Jego obecnym klubem jest FC Vaduz.

## Kariera
Zanni rozpoczynał karierę jako junior w klubie z miasta, z którego pochodził-SC Buochs. W 1998 roku podpisał kontrakt z Grasshopper. Zadebiutował w klubie dopiero dwa lata później. W trakcie swojego pobytu w klubie z Zurychu zagrał w 46 meczach, strzelając 1 gola, a w sezonie 2001–2002 został wypożyczony do klubu FC Sankt Gallen. W 2003 roku Zanni został sprzedany do FC Thun. Po udanym sezonie 2003–2004 zaineteresowały się nim kluby z Bundesligi oraz Serie A. Ostatecznie FC Thun nie zdecydowało się na sprzedaż zawodnika. W 2005 sięgnęło po niego FC Basel. W jego barwach zadebiutował 15 stycznia 2005 roku. Uzyskał pewne miejsce w składzie i stał się jednym z ulubieńców Christiana Grossa. W 2011 roku odszedł do FC Vaduz.